# Cinygmula par
Cinygmula par är en dagsländeart som först beskrevs av Eaton 1885.  Cinygmula par ingår i släktet Cinygmula och familjen forsdagsländor. Inga underarter finns listade i Catalogue of Life.